# 鸡场镇
鸡场镇，是中华人民共和国贵州省黔西南布依族苗族自治州晴隆县下辖的一个乡镇级行政单位。

## 行政区划
鸡场镇下辖以下地区：
小王寨村、学官村、红寨村、紫塘村、大地村、田坝村、杨家坪村、徐家湾村、木角村和杨柳村。